# Arnoglossus aspilos
Arnoglossus aspilos är en fiskart som först beskrevs av Bleeker, 1851.  Arnoglossus aspilos ingår i släktet Arnoglossus och familjen tungevarsfiskar. Inga underarter finns listade i Catalogue of Life.